# Хауланд (остров)
Хауланд (на английски: Howland Island) е необитаем коралов остров, разположен северно от екватора в централната част на Тихия океан, на около 3100 km югозападно от Хонолулу. Островът лежи почти точно по средата между Хаваите и Австралия и е неинкорпорирана и неорганизирана територия на САЩ. Заедно с остров Бейкър, той образува част от островите Феникс. Поради статистически причини, Хауланд се групира с Малките далечни острови на САЩ. Покрива площ от 1,62 km2.
Островът и околните 129,8 km2 вода съставят национален резерват за дивата природа. Атолът няма икономическа дейност. Той е известен с това, че Амелия Еърхарт го търси, но така и не го намира, когато самолетът ѝ изчезва на 2 юли 1937 г. по време на планираното ѝ околосветско пътешествие. Пистите, построени за нейното планирано кацане, впоследствие са занемарени и постепенно изчезват. Пристанища не са изграждани, тъй като рифът около острова представлява опасност за плавателните съдове. На западния бряг има място за закотвяне, както и дневен фар в лошо състояние. На всеки две години островът се посещава от Американската служба за защита на рибите и дивите животни.

## История
Малкото археологически находи сочат за спорадично ранно полинезийско присъствие на острова. Намерени са кану, синя мъниста, парчета от бамбук и други реликви от ранните заселници. Праисторическото поселение на острова вероятно е започнало към 1000 г. пр. н.е., когато източните меланезийски започват да пътуват на север. Трудният живот на този изолиран остров, както и ненадеждните запаси от прясна вода, е много възможно да са довели до изоставянето и изчезването на селището, както се случва и с други тихоокеански острови (например Киритимати и Питкерн).
През 1822 г. капитан Джордж Уърт забелязва острова от китоловния си кораб и го кръщава остров Уърт. Даниъл Макензи също забелязва и картографите острова през 1828 г., без да знае че той вече е бил открит от Уърт, и го кръщава в чест на собствениците на китоловния си кораб. Сегашното си име островът получава на 9 септември 1842 г., когато китоловен кораб, управляван от капитан Джио Нечър, го забелязва.
Когато САЩ поемат контрол на острова през 1856 г., той е необитаем. Той е известен като опасност за корабоплаването в продължение на много години, а няколко кораба корабокрушират на него. В периода 1857 – 1878 г. залежите от гуано на острова се добиват от американски компании. Предприемач, пристигнал на острова през 1854 г., го описва като обитаван от птици и много мишки. Американската гуано компания предявява претенции към островите Бейкър и Джарвис. Първоначално директорите на компанията решават, че имат достатъчно залежи на гуано и Хауланд не им е нужен, но по-късно решението им се променя в полза на острова. Към октомври 1878 г. залежите на гуано като цяло са изразходени.
Към края на 19 век британците започват да имат териториални претенции към острова. Британска компания, използваща работници от острови Кук и Ниуе, окупира острова в периода 1886 – 1891 г. През 1935 г. пристигат американски колонизатори като част от проект за колонизация на екваториалните острови. Образувани са групи от по четирима мъже, които на ротационен принцип колонизират острова. Въпреки че новобранците се записват в научна експедиция и очакват да прекарат тримесечното си назначение, събирайки ботанически и биологически образци, когато излизат в открито море им е казано, че участват в проект по превръщането на островите във въздушни бази, свързващи Австралия с Калифорния.
Новото селище е наречено Итаскатаун в чест на кораба „Итаска“, който донася колонизаторите на Хауланд и прави редовни маршрути между другите екваториални острови през периода на колонизация. Селището представлява ивица от няколко малко дървени сгради и палатки близо до западния плаж. На младите колонизатори са предоставени големи запаси от храна в консерви, вода и други провизии, включително бензинов хладилник, радио, аптечки и много цигари. Риболовът е придавал особено важно разнообразие на хранителния им режим. Повечето от заниманията на колонизаторите включват измерване на метеорологичните условия на всеки кръгъл час и постепенно изграждане на първична инфраструктура на острова, включително изчистването на място за самолетна писта.
Разчистено е място за самолетна писта през 1930-те години, тъй като се очаква островът накрая да стане спирка за комерсиални трансокеански въздушни пътища и за да могат по-лесно да се предявяват още териториални претенции в региона срещу британските апетити. Хауланд е обозначен за спирка за презареждане с гориво за американския пилот Амелия Еърхарт по време на околосветското ѝ пътешествие през 1937 г. Еърхарт и навигаторът ѝ, Фред Нунан, излитат със своя Lockheed Model 10 Electra от град Лае в Нова Гвинея и радиосигналите им са прихванати, когато доближават острова, но самолетът им повече не е видян.
На 8 декември 1941 г. (един ден след нападението над Пърл Харбър) японско въздушно нападение от 14 бомбардировача Мицубиши G3M от Куаджалин убива двама колонизатори. Повредена е пистата на острова. Два дни по-късно японска подводница открива огън по останалите сгради. Двамата оцелели американци накрая са спасени от разрушителя „Хелм“ на 31 януари 1942 г. През септември 1943 г. батальон от корпуса на морската пехота окупира острова до май 1944 г.
Всякакви опити за правене на острова обитаем за изоставени след 1944 г. Проектите по колонизиране на останалите острови в района също се осуетени от войната. Към днешна дата нито един самолет не е кацал на острова. Дори по време на войната, пилотът на самолет Martin PBM Mariner с горящ двигател предпочита да се приземи принудително в океана близо до Хауланд.
На 27 юни 1974 г. е създаден национален резерват за дивата природа на остров Хауланд. През 2009 г. той е разширен, така че да включва и водите около острова.
Днес достъпът до острова се осъществява чрез специално разрешително, което обикновено се дава само на учени и журналисти.

## Флора и фауна
Климатът е екваториален, с малко валежи и интензивно слънцегреене. Температурите са умерени, благодарение на постоянните ветрове от изток. Теренът е нисък и песъчлив. Кораловият остров е ограден от тесен риф. Най-високата точка на острова е с надморска височина около 6 метра.
На острова няма естествени източници на прясна вода. Релефът включва разпръснати треви, пълзящи лозя и нискорастящи дървета и храсти от рода Pisonia. Очевидец през 1942 г. споменава „ниска горичка от мъртви и разлагащи се Cordia subcordata“ върху много нисък хълм в центъра на острова. През 2000 г. посетител, придружаващ научна експедиция, докладва, че е видял „плоска равнина от коралов пясък, без нито едно дърво“ и развалини от сгради, покрити с растителност. Хауланд е важно място за гнездене, нощуване и хранене за морските птици.
Островът в миналото страда от инвазивни видове. Черни плъхове са внесени през 1854 г., но през 1938 г. са унищожени от диви котки. Котките обаче се оказва пагубни за птичите видове и поради тази причина и котките са премахнати до 1985 г. Тревата Digitaria продължава да се съревновава с местните растения.

## Икономика
САЩ имат претенции за изключителна икономическа зона в радиус от 370 km и териториални води в радиус от 22 km около острова.

## Галерия
- Фарът Еърхарт днес.
- Отломки от самолет на острова.
- Развалините на селището Итаскатаун.
- Флора на Хауланд.
- Флора при подветрената страна на острова.
- Sula leucogaster.
- Sula leucogaster.
- Камъкообръщачи.